# Frank Ray Keyser
Frank Ray Keyser Jr., noto anche come F. Ray Keyser (Chelsea, 17 agosto 1927 – Brandon, 7 marzo 2015), è stato un politico e avvocato statunitense, governatore del Vermont fra il 1961 ed il 1963.

## Biografia
Nel 1945 si diploma alla Montpelier High School. Fa il militare presso la U.S. Navy durante la Seconda guerra mondiale e dopo aver lasciato il servizio, si laurea alla Tufts University nel 1953. Durante questi suoi studi frequenta la fratellanza dei Delta Upsilon.
Entra nella Vermont House of Representatives come membro fra il 1955 ed il 1957 e ne diviene presidente nel 1959. Viene quindi eletto come governatore per il periodo 1961-1963.
Nel 1965-1970 Keyser fu Avvocato Generale per la Vermont Marble Company, per diventarne poi presidente ed amministratore delegato, cariche ricoperte fino al 1979. Nel 1980 he fondò l'ufficio legale Keyser and Crowley.
Nel 1967-1972 fece parte del consiglio della Federal Reserve a Boston e fu direttore del Vermont Public Service oltre che presidente dal 1980 al 1997.
| Controllo di autorità | VIAF (EN) 172653204 · LCCN (EN) no2011111743 |